# Toxorhina (Toxorhina) latamera
Toxorhina (Toxorhina) latamera is een tweevleugelige uit de familie steltmuggen (Limoniidae). De soort komt voor in het Neotropisch gebied.